# Vanhalinna

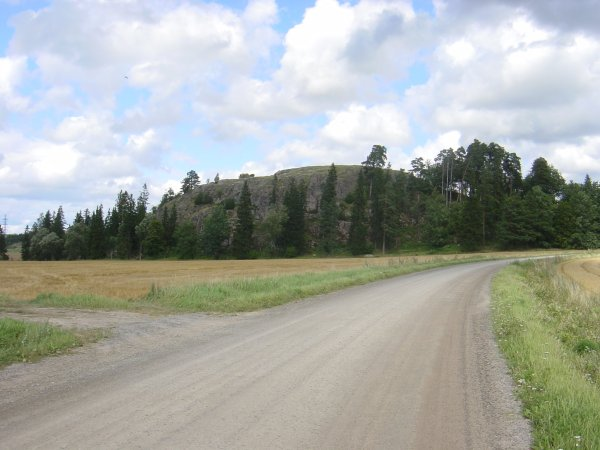
Vanhalinna.

Vanhalinna är en egendom och fornborg i Lundo invid den senmedeltida så kallade Oxvägen från Åbo till Tavastland. 
Vanhalinna var under medeltiden biskopsgård, indrogs vid reformationen till kronan och var 1569–1639 förlänad släkterna Stålarm och Bagge; ombildades till rusthåll, som innehades bland annat av släkterna Shele, Hjelt och Vanhalinna (1873–1956). En huvudbyggnad i nyklassisk stil uppfördes 1927 av byggmästaren Onni Touru. Gården testamenterades 1956 till Åbo universitet med den uttryckliga förhoppningen, att en del av avkastningen skulle användas för arkeologiska undersökningar av den fornborg som ligger på en svårtillgänglig klippa bakom gården. 
Fornborgen på Vanhalinna har undersökts i flera omgångar sedan 1886; de mest omfattande utgrävningarna utfördes 1957–1975. Fynden omfattar i huvudsak keramik, vapen, husgeråd och medeltida mynt. En intilliggande boplats och ett gravfält har undersökts på 1990-talet. Den äldsta bosättningen på fornborgen tillhör bronsåldern (1500–500 f.Kr.), men platsen övergavs för att på nytt tas i bruk under järnåldern, på 500-talet e. Kr. Detta skede av bosättningen fortgick till ungefär 800, varefter borgen var obebodd fram till omkring år 1000. Under medeltiden användes borgen åter fram till början av 1300-talet. Klippans branta sidor underlättar anläggandet av befästningar. Bergets platå har jämnats ut och rester av byggnader visar, att man också bott uppe på borgklippan. Borgen låg väl till för försvaret av Aura ådal.